# Столе Попов
Столе Попов (Скопље, 20. август 1950) je југословенски и македонски филмски режисер и сценариста.

## Биографија и каријера
Рођен је 20. августа 1950. године у  Скопљу, СФРЈ. Након завршетка средње школе, уписао је Факултет драмских уметности у Београду, где је дипломирао 1973. године у класи професора Радоша Новаковића. Током похађања факултета, снимио је 10 краткометражних студентских филмова. У периоду од 1974. до 1978. године, Столе Попов је имао статус слободног режисера. Од 1978. до 1988. године радио је као режисер у Вардар филму, а од 1985. до 1986. био је директор те компаније. Од 1989. године почео је да ради на Факултету за драмске уметности у Скопљу. Један је од оснивача приватне компаније за производњу филмова „Триангл“. Од 1999. године стални је члан Европске филмске академије. Своју каријеру је започео режирањем документарних филмова, а први играни филм му је Црвени коњ из 1980. године. Поред документарних филмова, режирао је неколико музичких и рекламних спотова, као и неколико играних филмова, за које је добио велики број похвала од филмских критичара. Најпозатнији филмови које је режирао су Тетовирање, До балчака и Циганска магија. За већину његових дела које је режирао је такође писао и сценарио и то за филмове : До балчака, Тетовирање, Црвени коњ,
Црвени коњ (серија), Алкалоид, Оган и за филм Дрвонидустријски комбинат ''Треска''. Његов отац био је Трајче Попов, познати  југословенски и македонски филмски режисер, сценариста и сниматељ.

## Награде и признања
За своје филмове, добио је неколико светских и југословенских филмских награда.
- 1974. Прва награда за документарни филм Оган на  фестивалу документарног и краткометражног филма у Београду.
- 1976. Велика награда за документарни филм ДАЕ на Светском филмском фестивалу у Оберхаузену, Немачка.
- 1976. Златна арена на филмском фестивалу у Пули за документарни филм о животу македонских исељеника у Аустралију.
- 1986. Златна арена за играни филм Срећна нова ’49. на филмском фестивалу у Пули.
- 1987. Награда Најбољи избор за филм Циганска магија на Европској филмској академији у Берлину.

### Филмске номинације
- 1974. Југословенски кандидат за Оскар за филм Срећна нова ’49.
- 1979. Номинација за Оскар на Америчкој филмској академији, за документарни филм ДАЕ.
- 1992. Македонски кандидат за Оскар за филм Тетовирање.
- 1998. Македонски кандидат за Оскар за филм Циганска магија.
- 2014. Македонски кандидат за Оскар за филм До балчака.

## Филмографија
| Год. | Назив                                | Жанр                 | Награда                      |
| ---- | ------------------------------------ | -------------------- | ---------------------------- |
| 1973 | Дрвонидустријски комбинат ''Треска'' | кратки               |                              |
| 1974 | Оган                                 | документарни         | Златна медаља                |
| 1974 | Алкалоид                             | кратки               |                              |
| 1976 | Аустралија, Аустралија               | документарни         | Златна медаља                |
| 1979 | Добро ми дође                        | кратки, документарни |                              |
| 1979 | Дае                                  | кратки, документарни | Велика награда у Оберхаузену |
| 1981 | Црвени коњ                           | драма, ратни         | „Октобарска награда“         |
| 1983 | Црвени коњ (серија)                  | тв серија            |                              |
| 1986 | Срећна нова ’49.                     | послератна драма     | Златна арена                 |
| 1991 | Тетовирање                           | драма                | Златна мимоза                |
| 1997 | Циганска магија                      | комедија, драма      | Златна Антигона              |
| 2014 | До балчака                           | акција, драма        |                              |

Спотови
- Мамурни људи (1987)
- Скопје (1987)[4]
- Gipsy song (1997)